# Havrîlove, Seredîna-Buda
Havrîlove (în ucraineană Гаврилове) este un sat în comuna Stara Huta din raionul Seredîna-Buda, regiunea Sumî, Ucraina.

## Demografie
Componența lingvistică a localității Havrîlove
     Rusă (100%)
Conform recensământului din 2001, toată populația localității Havrîlove era vorbitoare de rusă (100%).